# We Care a Lot
We Care a Lot - перший студійний альбом американського альт. метал гурту Faith No More, випущений в 1985 році лейблом Mordam Records. На оригінальному вініловому релізі група вказана як Faith, а на CD і касетах вже як Faith No More. Пісня "We Care a Lot" була перезаписана для наступного альбому Introduce Yourself

## Виробництво
Група спочатку почала записувати альбом без підтримки звукозаписного лейбла і, об’єднавши свої гроші, записала п’ять пісень. Це привернуло увагу Рут Шварц (яка тоді створювала незалежний лейбл Mordam Records ), під яким група (отримавши для цього фінанси) випустила альбом. Це був перший офіційний реліз як для гурту, так і для лейблу. Альбом був записаний за короткий проміжок часу з низьким бюджетом.

## Історія випуску
| Year | Region        | Format | Label                          | Catalogue # | [ 5 ] |
| ---- | ------------- | ------ | ------------------------------ | ----------- | ----- |
| 1985 | United States | Вініл  | Mordam                         | MDR 1       |       |
| 1985 | UK and Europe | Вініл  | Mordam / Southern / Konkurrent | MDR 1       |       |
| 1985 | Europe        | Вініл  | Mordam / Konkurrent            | MDR 1       |       |
| 1987 | United States | Касета | Mordam                         | MDR 1C      |       |
| 1995 | Australia     | CD     | Liberation                     | D 19976     |       |
| 1996 | Europe        | CD     | London                         | 828 805-2   |       |
| 1996 | UK            | Вініл  | London                         | 828 805-1   |       |
| 1996 | Japan         | CD     | London                         | POCD-1236   |       |

Хоча цей альбом був випущений на вінілі та касеті в 1985 році, він не буде випущений у вигляді компакт-диска до 1995 року в Австралії (на Mushroom Records ). У 1996 році він був перевиданий на компакт-диску, вінілі та касеті у Великій Британії та Японії з дещо зміненими ілюстраціями. Перевидання альбому на компакт-диску можна побачити під час сцени в магазині звукозаписів у фільмі 1997 року "У гонитві за Емі".
Перевидання 2016 року
Альбом був перевиданий Koolarrow Records 19 серпня 2016 року і включає дев'ять додаткових треків, включаючи три ремікси, чотири демо-записи та два живі записи з концерту 1986 року в I-Beam, Сан-Франциско. Його переробив Маор Аппельбаум

## Музика та тексти
Третій трек «Mark Bowen» був названий на честь однойменного гітариста Faith No More/Faith No Man.

## Треклист
| #   | Назва                 | Автор слів     | Автор музики         | Тривалість |
| --- | --------------------- | -------------- | -------------------- | ---------- |
| 1.  | «We Care a Lot»       | Mosley, Bottum | Gould, Bottum        | 4:08       |
| 2.  | «The Jungle»          | Мослі          | Боттум, Гулд, Бордін | 3:10       |
| 3.  | «Mark Bowen»          | Гулд, Мослі    | Гулд, Бордін         | 3:33       |
| 4.  | «Jim»                 | —              | Мартін               | 1:16       |
| 5.  | «Why Do You Bother»   | Гулд           | Гулд, Бордін, Боттум | 5:39       |
| 6.  | «Greed»               | Гулд, Мослі    | Гулд, Мослі          | 3:50       |
| 7.  | «Pills for Breakfast» | —              | Бордін, Мартін       | 2:59       |
| 8.  | «As the Worm Turns»   | Мослі          | Ботум, Гулд, Мослі   | 3:11       |
| 9.  | «Arabian Disco»       | Мослі          | Гулд                 | 3:16       |
| 10. | «New Beginnings»      | Мослі          | Мослі                | 3:46       |

## 2016 reissue bonus tracks
| #  | Назва                                      | Тривалість |
| -- | ------------------------------------------ | ---------- |
| 1. | «We Care a Lot» (2016 mix)                 | 4:10       |
| 2. | «Pills for Breakfast» (2016 mix)           | 2:44       |
| 3. | «As the Worm Turns» (2016 mix)             | 3:12       |
| 4. | «Greed» (demo)                             | 3:35       |
| 5. | «Mark Bowen» (demo)                        | 3:12       |
| 6. | «Arabian Disco» (demo)                     | 3:07       |
| 7. | «Intro» (demo)                             | 2:18       |
| 8. | «The Jungle» (live at I-Beam SF, 1986)     | 2:35       |
| 9. | «New Beginnings» (live at I-Beam SF, 1986) | 3:44       |

We Care a Lot - Deluxe Band Edition - Remastered by Maor Appelbaum

## Personnel
| Faith No More - Майк Бордін – ударні - Roddy Bottum – клавішні - Біл Гулд – бас-гітара - Джеймс Мартін – гітара - Чак Мослі – вокал | Production - Метт Воленс – продюсер - Ольга Геррард – обкладинка, зображення |